# 奥勒河
52°18′40″N 11°45′55″E / 52.31111°N 11.76528°E

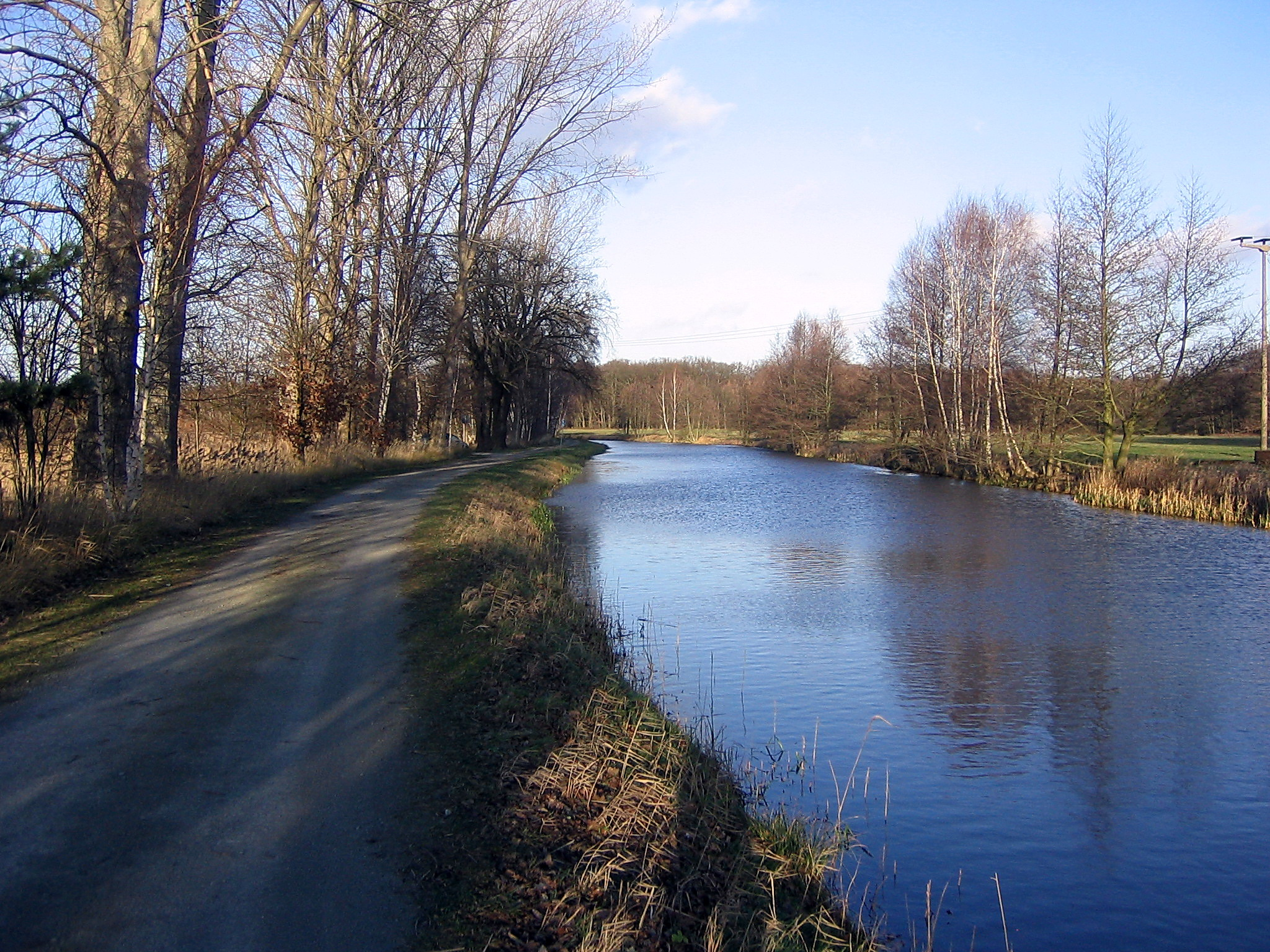

奥勒河（德語：Ohre，發音：[ˈoːʁə] ⓘ）是德國的河流，位於該國北部，屬於易北河的左支流，河道全長103公里，發源自狼堡以北，流經布罗默、卡尔弗德、哈尔登斯莱本和沃尔米施泰特，河口處在罗盖茨。